# Torre Caja Madrid
Torre Caja Madrid (Tháp Caja Madrid), tên cũ Torre Repsol, là một tòa nhà chọc trời thuộc dự án Khu thương mại Cuatro Torres ở thủ đô Madrid của Tây Ban Nha. Đây là công trình do kiến trúc sư nổi tiếng Norman Foster thiết kế, ban đầu nó có tên là Torre Repsol do công ty dầu khí Repsol YPF dự định sẽ sử dụng tòa nhà làm trụ sở chính, tuy nhiên vào tháng 8 năm 2007 công ty tài chính Caja Madrid đã mua lại công trình với giá 815 triệu euro và đổi tên nó thành Torre Caja Madrid. Được dự định hoàn thành trong năm 2008, tòa nhà sẽ có chiều cao 250 m với 45 tầng lầu và sẽ là tòa nhà cao nhất Tây Ban Nha, chỉ cao hơn một nhà chọc trời khác ở bên cạnh nó là Torre de Cristal có 89 cm.